# Schalenblende

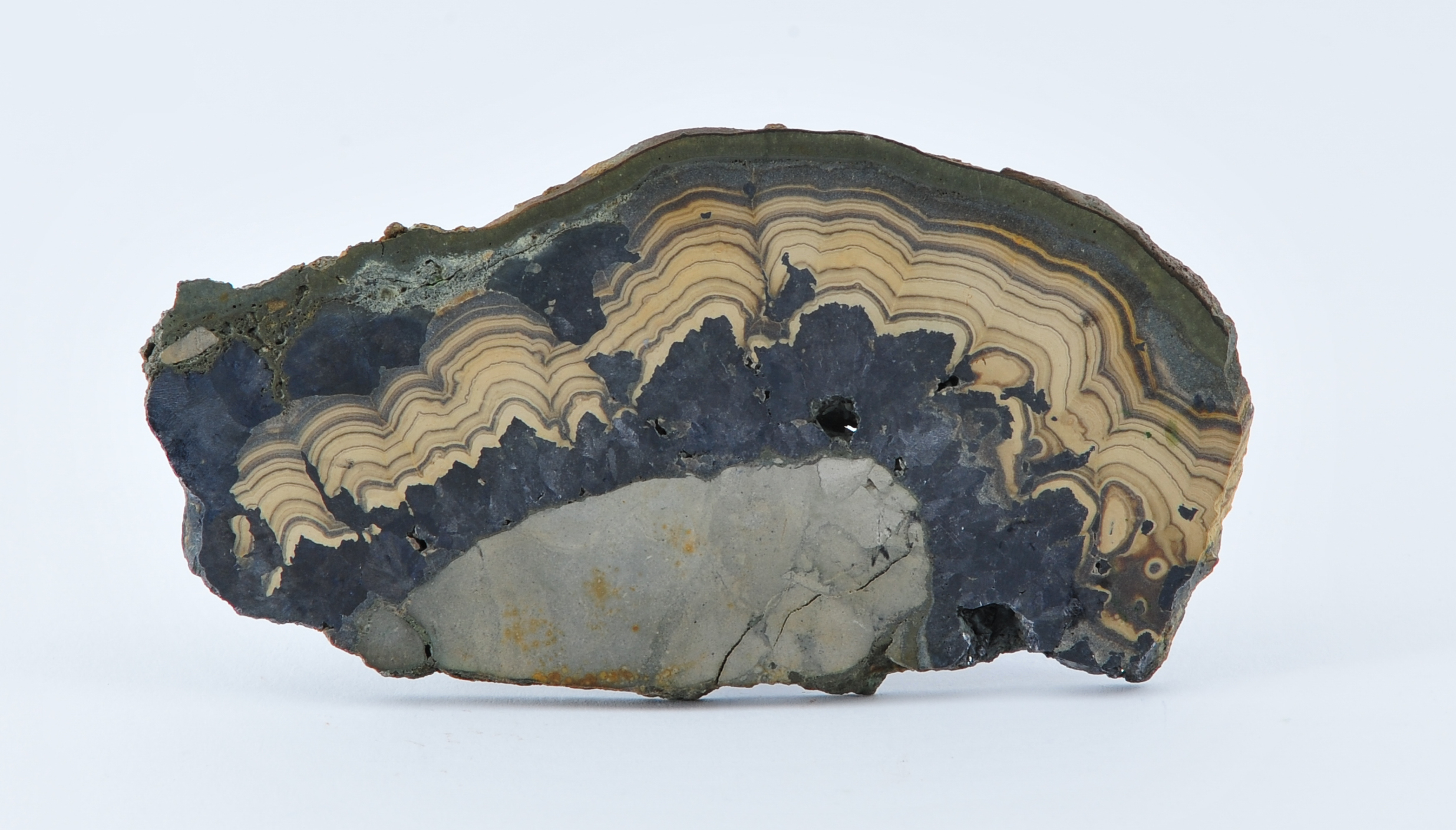
Schalenblende aus der Grube Schmalgraf (Kelmis)

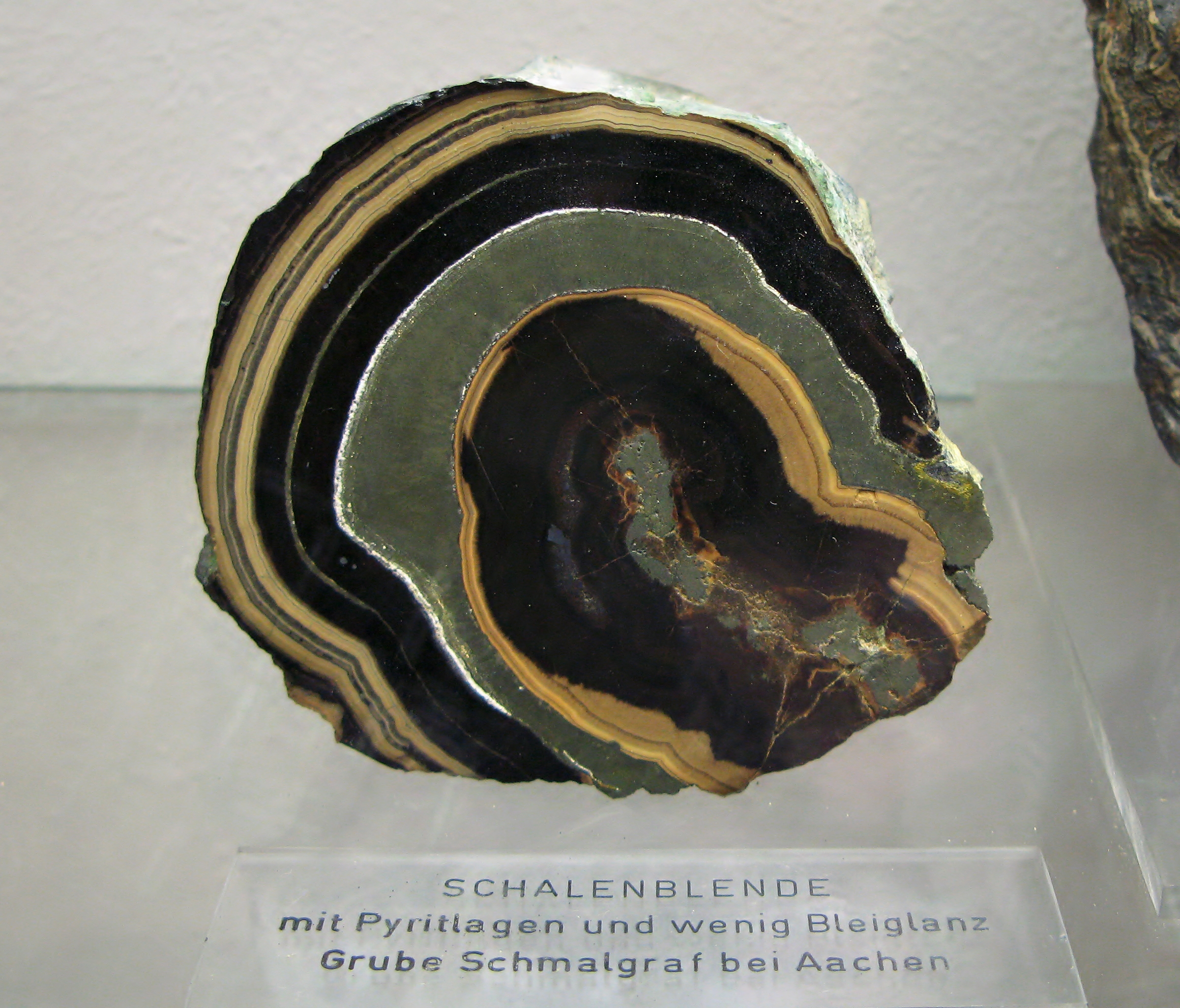
Schalenblende mit Pyritlagen und wenig Galenit (Bleiglanz) auf Kalkstein (ebenfalls Grube Schmalgraf)

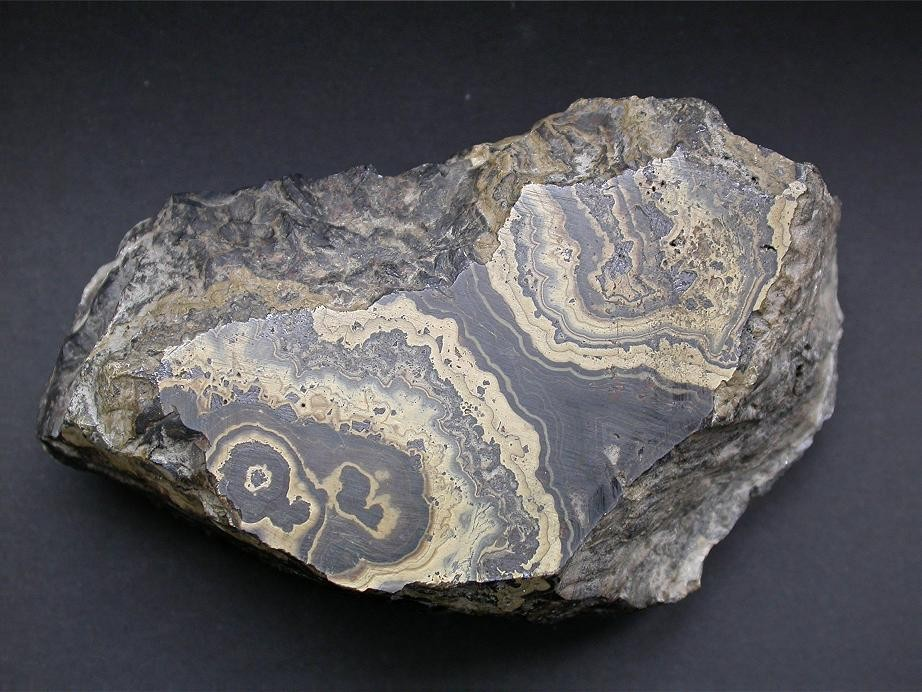
Schalenblende aus der Grube Hammerberg bei Stolberg in NRW

Schalenblende ist ein Begriff aus der Mineralogie und bezeichnet eine Paragenese verschiedener Sulfidminerale. Dominiert wird dieses spezielle Mineralgemenge vor allem von Sphalerit (Zinkblende) und Wurtzit, allerdings finden sich oft weitere Beimengungen von Galenit, Pyrit oder Markasit sowie Chalkopyrit und andere Minerale.
Bei der Schalenblende lagern sich die vergesellschafteten Minerale während der Entstehung als bänderartige, schalige Wechsellagerung auf dem Untergrund ab. Je nach Farbe des abgelagerten Minerals können die einzelnen Schichten von gelber bis rötlicher, brauner oder grauer bis schwarzer Farbe in unterschiedlicher Intensität sein. Die Dicke der Schichten reicht dabei von wenigen Zehntel Millimetern bis einigen Zentimetern.

## Etymologie und Geschichte
Der Begriff Schalenblende wurde 1800 von Dietrich Ludwig Gustav Karsten in seiner Publikation Mineralogische Tabellen mit Rücksicht auf die neuesten Entdeckungen [...] geprägt und bezieht sich auf die Zinkblende als Hauptbestandteil sowie der schaligen Struktur des Mineralgemenges. Weitere bekannte Synonyme sind Strahlenblende und Leberblende.

## Bildung und Fundorte
Schalenblende bildet sich vorwiegend in hydrothermalen Verdrängungslagerstätten gegen Ende des hydrothermalen Ausfällungsprozesses im epi- bis telethermalen Bereich. Dabei entsteht zunächst ein kolloides Sulfidgel aus Kalkstein, das feinste Partikel aus Zinksulfid (ZnS), Bleisulfid (PbS) und Eisensulfid (FeS2) enthält, die im Laufe der Zeit zu größeren Aggregaten zusammenwachsen (koagulieren) und schließlich bedingt durch Änderungen von chemischer Zusammensetzung und Konzentration sowie Druck und Temperatur in rhythmischer Folge ausfällen.
Weltweit sind bisher rund 100 Fundorte für Schalenblende dokumentiert (Stand 2019), die allerdings größtenteils in Europa liegen.
Zu den bekanntesten Fundorten gehören die Umgebung von Wiesloch in Baden-Württemberg, namentlich vor allem das bis 1954 betriebene Bergwerk Grube Segen Gottes, wo Stalaktiten aus Schalenblende mit konzentrischen Zeichnungen entdeckt wurden, die teilweise eine Länge zwischen 30 und 40 Zentimeter und Durchmesser von bis zu 15 Zentimetern gehabt haben sollen. Ebenfalls für seine außergewöhnlichen Funde von teilweise dezimetergroßen, traubigen Aggregaten ist der Kalk-Steinbruch Rohdenhaus im Wülfrather Kalkgebiet in Nordrhein-Westfalen. In Österreich kennt man Schalenblende vor allem aus den Gruben Antoni und Max im Bad Bleiberger Gemeindeteil Kreuth in Kärnten mit ebenfalls bis zu dezimetergroßen Stücken Schalenblende.
Weitere bekannte Fundorte in Europa sind unter anderem der Steinbruch Carrière du Cimetière bei Andenne-Seilles und mehrere Gruben bei Moresnet in der belgischen Gemeinde Plombières, die Gruben Trèves (Okzitanien) und Orpierre (Provence-Alpes-Côte d’Azur) in Frankreich und die Grube Orzeł Biały nahe der schlesischen Ortschaft Bytom in Polen. Vereinzelt kennt man Schalenblende zudem aus Argentinien, Australien, Bolivien, Brasilien, Bulgarien, China, Griechenland, Irland, Italien, Japan, Kanada, Marokko, Mexiko, Nigeria, Peru, Slowenien, Spanien, Tschechien, Tunesien, im Vereinigten Königreich und den Vereinigten Staaten von Amerika.

## Verwendung
Die Hauptbestandteile Sphalerit und Wurtzit sind aufgrund der hohen Zinkgehalte zwar wichtige Zinkerze. Allerdings sind die Vorkommen an Schalenblende zu selten, um von wirtschaftlicher Bedeutung zu sein und werden daher nur gelegentlich bei lokaler Anhäufung als Erz abgebaut.
Ähnlich wie beim Achat wirkt auch die Schalenblende mit ihrer vielfarbigen Bänderung sehr ästhetisch. Trotz deren geringer Mohshärte, die zwischen 3,5 und 4 schwankt, wird Schalenblende daher gerne als Schmuckstein verwendet und in Form von polierten Scheiben und kunstgewerblichen Gegenständen sowie Trommelsteinen und Cabochonen angeboten.